# Stazione di Bentenjima
La stazione di Bentenjima (弁天島駅 Bentenjima-eki?) è una stazione ferroviaria della città di Hamamatsu, situata nel quartiere di Nishi-ku, nella prefettura di Shizuoka in Giappone. La stazione è servita dalla linea principale Tōkaidō della JR Central.

## Linee
JR Central
■ Linea principale Tōkaidō

## Caratteristiche
La stazione di Bentenjima possiede un marciapiede a isola servente due binari in viadotto, ed è dotata di tornelli automatici di accesso ai binari che supportano la tariffazione elettronica TOICA.
| 1 | ■ Linea principale Tōkaidō | per Toyohashi, Nagoya e Gifu    |
| 2 | ■ Linea principale Tōkaidō | per Hamamatsu, Shizuoka e Atami |

## Stazioni adiacenti
| «                                     | Servizio                              | »                                     |
| Linea principale Tōkaidō (JR Central) | Linea principale Tōkaidō (JR Central) | Linea principale Tōkaidō (JR Central) |
| ------------------------------------- | ------------------------------------- | ------------------------------------- |
| Maisaka                               | Tutti i treni                         | Araimachi                             |